# Anne Erauskin Martínez
Anne Erauskin Martínez (geboren am 7. November 1998 in Ermua) ist eine spanische Handballspielerin, die auf der Spielposition Rechtsaußen eingesetzt wird.

## Vereinskarriere
Anne Erauskin begann das Handballspielen bei Ermua Errotabarri und spielte in der División de Honor Plata, damals die zweite spanische Liga. Ihr Trainer dort war Imanol Álvarez. Ab 2018 lief sie für Zubileta Evolution Zuazo auf. Seit der Saison 2022/2023 steht sie im Aufgebot von Super Amara Bera Bera in der División de Honor, der ersten Liga Spaniens.

## Auswahlmannschaften
Erauskin stand mehrfach im Aufgebot der spanischen Nachwuchsauswahlmannschaften der RFEBM.
Sie debütierte am 4. Juli 2016 mit der Jugendauswahl in einem Spiel gegen die Auswahl der Färöer. Mit der Auswahl nahm sie an der U-18-Weltmeisterschaft 2016 teil. Bis Juli 2016 bestritt sie insgesamt 15 Länderspiele mit der juvenil selección und warf 15 Tore.
Im Juli 2017 lief Erauskin erstmals mit der Juniorinnennationalmannschaft auf. Sie stand im Aufgebot der RFEBM bei der U-19-Europameisterschaft 2017 und der U-20-Weltmeisterschaft 2018. Bis Juli 2018 wurde sie in 24 Spielen aufgeboten und warf darin 24 Tore.
Im Oktober 2024 wurde sie von Ambros Martín erstmals in das Aufgebot der spanischen Frauen-Nationalmannschaft berufen. Mit der Auswahl nahm sie an der Europameisterschaft 2024 teil.

## Erfolge
- spanische Meisterschaft: 2023/2024
- spanischer Pokal: 2022/2023, 2023/2024
- Supercopa Ibérica: 2023, 2024